# 並樹史朗
並樹 史朗（なみき しろう、1957年9月21日 - ）は、日本の俳優。千葉県千葉市出身。千葉敬愛高等学校卒業。旧芸名に並木 史郎、並木 史朗がある。所属事務所は夢工房。

## 来歴
高校卒業後、マスコミ希望で千代田テレビ電子専門学校へ入るが1年で中退。
役者を目指して劇団文学座附属演劇研究所へ第18期生として入り、在籍中に『カッコーの巣の上で』で初主演の座を獲得。
1983年、『おしん』の田倉竜三役で人気を博す。
近年は、役所広司に無理難題を押し付けて辟易させる撮影監督の役を演じたダイワハウス工業のCMで知られている。

## 出演

### テレビドラマ
- 朝の連続テレビ小説（NHK）
  - おしん（1983年） - 田倉竜三 役
  - 梅ちゃん先生（2012年） - 大学病院の医師
  - 花子とアン（2014年） - 料亭の客（県知事）
  - とと姉ちゃん（2016年） - 袴田辰紀 役
- いけない恋人（1984年、CX）
- 新・大江戸捜査網（1984年、TX） - 隠密同心・飛脚屋新十郎 役
- 人妻捜査官（1984年、ABC）
- 女の一生（1985年、ABC）
- 通り魔 人妻は白昼犯された（1985年、ABC）
- 金曜女のドラマスペシャル （CX）
  - 老熟家族（1985年）
  - OL三人旅 湯けむり殺人事件（1986年）
  - 私の夫はルージュが似合う（1987年）
- 徳川風雲録 御三家の野望（1986年） - 生島新五郎 役
- な・ま・い・き盛り（1986年、CX）
- 若大将天下ご免!　第12話「命を上げよう、妹よ!」（1987年、ANB） - 津坂兵馬 役
- 松本清張の絢爛たる流離 第4話「年上令嬢の危険な誘惑」（1987年、ANB） - 崎川
- 華の嵐（1988年、THK） - 伊能鳥彦 役
- 火曜サスペンス劇場（NTV系）
  - サラ金業者の妻（1987年1月20日）
  - スキャンダル（1988年1月5日、テレパック）
  - 六月の花嫁シリーズ ゼロの蜜月（1988年6月28日、ジェイミック）
  - 過去からの殺人者（1989年11月7日、テレパック） - 西岡勝男 役
  - 自白調書 深夜の路上OL殺人事件!（1989年12月19日、磯田事務所） - 鷹取壮一 役
  - 松本清張作家活動40年記念 ゼロの焦点（1991年7月9日、近代映画協会） - 鵜原憲一 役
  - 歪んだ鏡（1995年1月24日、IVSテレビ）
  - 警視庁鑑識班（JAPAN VISTEC）
    - 第3作（1997年4月22日） - 増田昭一 役
    - 第16作（2003年4月15日） - 西垣亮一 役

  - 弁護士・朝日岳之助11 笑わせても殺さない（1998年2月17日、国際放映）
  - 検事 霧島三郎5（1998年4月28日、C.A.L） - 紺野俊作 役
  - 同姓同名（1998年10月27日、G.カンパニー） - 鈴木勇 役
  - 淫らなやつら（1999年4月20日、千里） - 山根明 役
  - 弁護士 高林鮎子25 瀬戸内を渡る死者（1999年11月23日、東映） - 滝田幹夫 役
  - 身辺警護7（2001年4月17日、千里） - 戸川文彦 役
  - だます女だまされる女8（2005年2月15日、G.カンパニー） - 藤原俊治 役
- ダウンタウン探偵組 第1話「夜霧よ今夜は、ノーサンキュー」（1988年、ABC・テレパック）
- 火曜スーパーワイド「花吹雪女スリ三姉妹II」（1988年、ABC）
- 長七郎江戸日記 （NTV・ユニオン映画）
  - 第1シリーズ SP3「柳生の陰謀」（1984年）- 高杉新三郎 役
  - 第2シリーズ 第43話「弟よ、小蝶涙舞い」（1989年）- 杏花堂栄之助 役
- 女ねずみ小僧 第6話「眠れぬ江戸の美女」（1989年、CX / C.A.L） - 矢七 役
- 名奉行 遠山の金さん第2シリーズ 第5話「財テクの罠、狙われた美人画」（1989年、テレビ朝日 / 東映） - 山岡誠之助 役
- 土曜ワイド劇場（テレビ朝日）
  - 西村京太郎トラベルミステリー・寝台特急八分停車（1989年、東映）
  - 花嫁の鮮やかな完全犯罪（1993年1月23日）
  - 殺意のバカンス（1993年） - 奥本正史 役
  - 京都殺人案内21（1995年3月18日） - 野島健太 役
  - 元祖!混浴露天風呂連続殺人（1997年12月27日） - 池山俊雄 役
  - 車椅子の弁護士・水島威6（1999年7月3日） - 山谷静夫 役
  - 巡査鉄兵の推理日誌2（2001年8月4日）
  - 救急救命士・牧田さおり2（2003年5月31日）
  - 変装捜査官・麻生ゆき3（2007年8月25日） - 直江英彦 役
  - 和菓子連続殺人事件（2008年2月23日）
  - 救急救命士・牧田さおり6（2009年6月13日） - 門倉達郎
  - おとり捜査官・北見志穂15（2011年4月9日） - ショットバーのマスター
  - 京都南署鑑識ファイル6（2011年8月13日） - 一条義和
  - 拘置所の女医（2013年8月17日）
  - 人類学者・岬久美子の殺人鑑定4（2013年9月21日） - 小泉隆宣
- 「愛の劇場」（TBS）
  - うらぎり（1989年）
  - 花を下さい（1991年）
  - 天国からもう一度（1993年）
- 八百八町夢日記（NTV）
  - 第1シリーズ 第10話「おりん慕情」（1989年） - 秀之助
  - 第2シリーズ 第23話「命かけての恋で候」（1992年） - 佐垣梅之助
- 本格時代劇スペシャル「はやぶさ新八御用帳 大奥の恋人」（1990年、NTV・総合プロデュース） - 神谷鹿之助
- 暴れん坊将軍シリーズ（ANB / 東映）
  - 暴れん坊将軍IV 第10話「天下御免のくいしん坊侍」（1991年） - 千林惣十郎
  - 暴れん坊将軍VI 第50話「天下を正す無頼漢」（1996年） - 深井清三郎
- はぐれ刑事純情派（1990年） - 重田修一 役
- 岡っ引どぶ 第2話「流人島殺人事件」（1991年、CX・映像京都） - 志村金吾 役
- 月曜・女のサスペンス 日本列島旅情ミステリー「鬼の影・花渡伝説殺人事件」（1992年、TX）
- 七星闘神ガイファード（1996年、TX）
- 炎の奉行 大岡越前守（1997年、TX）
- 金曜エンタテイメント「美人三姉妹温泉芸者が行く!5 恐怖の旋律・箱根芦ノ湖殺人事件」（1998年、CX・東映） - 柳生龍一朗 役
- ATHENA アテナ（1998年、TX）
- 月曜ドラマスペシャル （TBS）
  - 水上署の源さん 東京運河 - 信州斑尾高原連続殺人事件（1999年） - 土田税理士
  - 浅見光彦シリーズ15「志摩半島殺人事件」（2001年） - 野村恒雄 役
- 彼女たちの時代（1999年、CX）
- 鬼の棲家（1999年、CX）
- モナリザの微笑（2000年、CX）
- 幸福の明日（2000年、THK）
- HERO（2001年） - 星野キャスター 役
- ラブ・レボリューション（2001年、CX）
- 恋ノチカラ（2002年、CX）
- 時空警察ヴェッカーD-02（2002年、ANB）
- 空から降る一億の星（2002年、CX）
- 仮面ライダーシリーズ（テレビ朝日 / 東映）
  - 仮面ライダー龍騎（2002年） - 森本弁護士 役
  - 仮面ライダー電王 第24話（2007年） - 刑事
  - 仮面ライダーキバ（2008年） - 名護啓一 役
  - 仮面ライダーゴースト第29話 - 第30話（2016年5月1日・8日） - 白井健介 役
- はたち〜1982年に生まれて〜（2003年、CX）
- ダイヤモンドガール（2003年、CX）
- はみだし刑事情熱系 第7シリーズ（2003年） - 浜田栄一（刑事部長） 役
- 熱烈的中華飯店（2003年） - 鬼沢料理長 役
- 相棒（テレビ朝日）
  - Season2 第1話「ロンドンからの帰還〜ベラドンナの赤い罠」、第2話「特命係復活」（2003年） - 監察官
  - Season7 第8話「レベル4〜前篇」、第9話「レベル4〜後篇・薫最後の事件」（2008年） - 志茂田主任 役
  - Season13 第9話「サイドストーリー」（2014年） - 三塚公平 役
  - Season17 第8話「微笑みの研究」（2018年） - 宇佐見真一郎 役
  - Season23 第1話「警察官A〜要人暗殺の罠!姿なき首謀者」（2024年） - 芦屋満 役
- 月曜ミステリー劇場 （TBS）
  - 「恋する京女将 音姫千尋の事件簿1」（2003年） - 東郷尚文 役
- 百年の恋（2003年、NHK）
- ねばる女（2004年） - 近田治雄 役
- ケータイ刑事 銭形シリーズ（BS-i）
  - ケータイ刑事 銭形泪（2004年）
  - ケータイ刑事 銭形雷（2006年）
- 女と愛とミステリー 「信濃のコロンボ事件ファイル6」（2004年） - 森脇警視
- 実録・小野田少尉 遅すぎた帰還（2005年、CX）
- 恋する!?キャバ嬢（2006年、TX）
- アンフェア the special 『コード・ブレーキング〜暗号解読』（2006年10月3日、フジテレビ） - 矢島総務課長
- 警視庁捜査一課9係（2007年） - 篠原敏夫
- ケータイ捜査官7（2008年、TX） - 社長の部下
- CHANGE（2008年、CX） - アナウンサー
- ブラッディ・マンデイ（2008年） - 日景潔
- 女子大生会計士の事件簿 第6話「復讐はタコ焼きの味」（2008年11月12日、BS-i） - 白川俊夫
- 侍戦隊シンケンジャー（2009年、テレビ朝日 / 東映） - 籠城犯
- 大河ドラマ（NHK）
  - 天地人（2009年10月4日） - 井上高広
  - 龍馬伝（2010年） - 万屋
  - 平清盛（2012年） - 公卿
  - 八重の桜（2013年） - 岡本一蔵
- 土曜ドラマ （NHK）
  - チャレンジド（2009年10月10日） - 盲学校点字指導員
  - 外事警察（2009年11月28日） - 医師
  - 君たちに明日はない（2010年2月6日） - 電信部課長
- 伝説の刑事〜あの重大事件の舞台裏〜（2009年12月21日、テレビ東京）再現ドラマ出演
- 月曜ゴールデン （TBS）
  - 刑事シュート しゅうと&ムコの事件日誌2（2010年3月15日） - 飯沼幸信
  - 警視・深町征爾2（2013年7月8日） - 立花修三
  - SRO〜警視庁広域捜査専任特別調査室〜（2013年12月9日） - 総理大臣
  - ヤメ判 新堂謙介 殺しの事件簿3（2014年5月26日） - 桐山裕之
- 臨場 第10-11話 「最終章・渾身」（2010年6月16・23日、テレビ朝日、東映） - 永嶋善三
- ハンマーセッション!（2010年8月、TBS）
- 獣医ドリトル（2010年10月17日、TBS）
- 京都地検の女 第6シリーズ 第2話（2010年10月21日、テレビ朝日） - 船木
- ギルティ 悪魔と契約した女 第3話（2010年10月26日、KTV） - 平田刑事
- 土曜時代劇 隠密八百八町（2011年1月- 、NHK） - 松永与田夫
- 白戸修の事件簿 第3話・4話（2012年2月10日・17日、TBS） - 須藤清吾
- 特別ドキュメンタリードラマ 3.11 その日、石巻で何が起きたのか〜6枚の壁新聞（2012年3月6日、日本テレビ） - 横井の両親
- たぶらかし-代行女優業・マキ- 第5話（2012年5月3日、YTV） - 浅井昭夫
- ハンチョウ〜警視庁安積班〜 第10-最終話（2012年6月11日/18日/25日、TBS） - 原田邦暁
- あぽやん〜走る国際空港 第1話（2013年1月17日、TBS） - オオマエタケオ
- 水曜ミステリー9
  - 刑事長（2013年4月10日） - 北田敏雄
  - 金沢のコロンボ2（2015年） - 鍵山好則
- 確証〜警視庁捜査3課 第4話（2013年5月6日、TBS） - 鶴田教育長
- ウルトラマンギンガ 第5話・第6話（2013年8月7・14日、テレビ東京） - 一条寺雅也
- 神様のボート（2013年） - 沢木美沙の父
- 女はそれを許さない（2014年） - 島弁護士
- マルホの女〜保険犯罪調査員〜 第7話（2014年5月30日、テレビ東京） - 井川太郎
- 流氷の夜会（2014年8月1日）
- 美女と男子（2015年） - 滝井敏明
- 石の繭（2015年）
- 警視庁・捜査一課長season1 最終話（2016年6月23日、テレビ朝日） - 並樹画廊・経営者
- 砂の塔〜知りすぎた隣人 第2話（2016年10月21日、TBS） - 柏木泰造
- 年末ドラマスペシャル 刑事吉永誠一 ファイナル（2016年12月28日、テレビ東京） - 高柳啓吾
- 山本周五郎時代劇 武士の魂（2017年） - 佐田権太夫
- 遺留捜査（2017年） - 加藤康夫
- 刑事7人（2017年） - 井上浩史
- 最上の命医（2017年） - 藤子玲司
- 世にも奇妙な物語 2017年 深夜の特別編（2017年） - 森脇慎二
- 黒薔薇 刑事課強行犯係 神木恭子（2017年） - 大野和之
- 特捜9 第5話（2018年5月9日、テレビ朝日） - 三橋貴志
- この女に賭けろ（2019年） - 川上鉱平
- サイン（2019年） - 小笠原逹臣
- 月曜プレミア8 横山秀夫サスペンス「モノクロームの反転」（2020年11月9日、テレビ東京） - 桂木昭
- 連続ドラマW 正体 第1話（2022年3月12日、WOWOW） - 裁判長
- 記憶捜査3～新宿東署事件ファイル～ 第4話（2022年11月25日、テレビ東京） - 桜庭信一郎

### 配信ドラマ
- 新聞記者 第3話（2022年1月13日配信、Netflix）

### 映画
- 二つのハーモニカ（1976年、近代映画協会、クレジットは並木孝夫） - 宮本浩
- そろばんずく（1986年、東宝） - 渋谷
- 首都消失（1987年、東宝）
- 宮澤賢治 その愛（1996年、松竹）
- 宇宙貨物船レムナント6（1996年） - 宇野航行士
- OL忠臣蔵（1997年、松竹富士）
- ラヂオの時間（1997年、フジテレビ、東宝） - 保坂卓
- モスラ3 キングギドラ来襲（1998年、東宝） - ニュースキャスター[2]
- リング2（1999年、東宝）
- のど自慢（1999年、東宝 = シネカノン） - 老人の息子
- 白痴（1999年、松竹）
- 秘密（1999年、東宝） - 医師
- ゴジラシリーズ（東宝）
  - ゴジラ2000 ミレニアム（1999年） - 塩崎[2]
  - ゴジラ×モスラ×メカゴジラ 東京SOS（2003年） - 文部科学省の役人[2]
- 郡上一揆（2000年、映画『郡上一揆』製作委員会） - 増右衛門
- クロスファイア（2000年）
- 告別（2001年、BS-i = オフィス・シロウズ）
- 田園のユーウツ（2001年、プライド・ワン） - 草壁万乃丞
- ゲット・イット・オン?（2001年、メディア・スーツ）
- 血を吸う宇宙（2001年） - テレビ司会者
- 走れ!ケッタマシン ウェディング狂騒曲（2002年、ふるきゃらシネマ） - 刑事
- 踊る大捜査線シリーズ（東宝）
  - 踊る大捜査線 THE MOVIE 2 レインボーブリッジを封鎖せよ!（2003年） - 本庁幹部
  - 容疑者 室井慎次（2005年） - 大村警察庁警備局局長
- g@me.（2003年、東宝） - 田所
- 半落ち（2004年、東映） - 医師
- ムーンライト・ジェリーフィッシュ（2004年、ポニーキャニオン） - 医師
- SURVIVE STYLE5+（2004年、東宝） - 製薬会社役員
- デビルマン（2004年、東映）
- 草の乱（2004年、映画『草の乱』製作委員会） - 井上善作
- 仮面ライダー THE FIRST（2005年、東映ビデオ）
- TWO LOVE〜二つの愛の物語〜君と歩いた道（2005年、橋本直樹監督、ウィルコ）
- 東京ゾンビ（2005年） - 藤田幸一
- ケータイ刑事 THE MOVIE バベルの塔の秘密〜銭形姉妹への挑戦状（2006年、エム・エフボックス）
- 紀子の食卓（2006年）
- 日本沈没（2006年、東宝） - 統合幕僚長
- 女子高生 殺人日記（2007年）
- 学校の階段（2007年、アンプラグド） - 野田高志
- いつかの君へ（2007年、トライネットエンタテインメント）
- チーム・バチスタの栄光（2008年、東宝） - 井川
- ぼくのおばあちゃん（2008年） - 担当医
- 体育館ベイビー (2008年） - 医師
- 同級生 (2008年） - 医師
- 山桜（2008年5月、東京テアトル） - 保科忠右衛門
- ICHI（2008年、ワーナー・ブラザース映画） - 大目付・片岡
- ジェネラル・ルージュの凱旋（2009年3月、東宝） - 井川
- 川の底からこんにちは（2009年、石井裕也監督） - 高木正樹
- 遠くの空（2010年、井上春生監督） - 柳の上司
- 死刑台のエレベーター（2010年）
- 桜田門外ノ変 （2010年、佐藤純彌監督、東映）
- マイ・バック・ページ（2011年） - 山口社長
- 白夜行（2011年、深川栄洋監督） - 刑事課長
- 探偵はBARにいる（2011年、橋本一 監督、東映）
- ファイナル・ジャッジメント（2012年、幸福の科学出版・日活） - 鷲尾哲山
- この空の花 長岡花火物語（2012年） - 本村保成
- 希望の国（2012年、園子温監督、ビターズ・エンド） - 橋本
- クロユリ団地（2013年） - 二宮武彦
- 舟を編む（2013年、石井裕也監督、アスミック・エース、松竹）
- 藁の楯（2013年、三池崇史監督、ワーナー・ブラザース映画）
- 朝日のあたる家（2013年、太田隆文監督）
- マダム・マーマレードの異常な謎（テレビ東京）
  - 出題編（2013年10月25日）
  - 解答編（2013年11月22日）
- ニシノユキヒコの恋と冒険（2014年、井口奈己監督） - 朝比奈部長
- ビブリア古書堂の事件手帖（2018年、三島有紀子監督）
- 夜明けを信じて。（2020年10月16日、赤羽博監督） - 磯部
- 北風アウトサイダー（2022年2月11日、監督：崔哲浩）
- レット・イット・ビー 〜怖いものは、やはり怖い〜（2023年5月12日、奥津貴之監督、ARI Production）- 武藤憲之
- ぴっぱらん!!（2024年11月1日、崔哲浩監督） - 謎の老人の側近[3]

### Vシネマ
- ウルトラセブン 空飛ぶ大鉄塊（1999年、VAP / 円谷プロ） - ハヤカワ・イチロウ
- 首相官邸の女（2001年） - 海音寺
- 大脱獄（2002年） - 刑務官(部長)
- 修羅の群れ （2002年）
- (暴)マルボー組織犯罪対策部捜査四課 シリーズ（2005年）
- 女囚 07号玲奈（2006年、鈴木浩介監督）
- 女子高生殺人日記（2007年）
- 修羅の血涙（2007年） - 極政会梅田組組長 梅田宣夫
- ビジネスマン必勝講座 ヤクザに学ぶ経済戦術（2007年）実例3「右翼団体会長M氏の交渉戦術」 - C社相談役
- 実録・無敵道（2008年）
- 修羅の妻たち 〜射殺者の妻、その愛〜（2008年） - 弁護士
- 虎狼の大義（2013年） - 平塚北警察署 本部長
- 西日本最大の抗争（2014年） - 金鵄会会長 平佐博栄
- 双頭の龍（2017年） - 花幸一家総長 花巻幸三
- 極道の紋章 レジェンド12（2022年） - 力石（情報屋）

### ゲーム
- 街 〜運命の交差点〜（1998年） - 秋葉雄三

### DVD
- V6スペシャルDVD / それぞれの空 - DARAMA STORY CLIP -（2007年、エイベックス・エンタテインメント）

### CM
- スタッフサービス 「部下に恵まれなかったら編」（1997年）
- サントリー ボス
- 東日本旅客鉄道 モバイルSuica 「あの手この手編」（2006年）
- セコム「番犬編」（2007年）
- オムロン「カラダスキャン 真央のよろこび編」（2007年）
- 大和ハウス工業「ダイワマン編」監督役（2010年-2012年）
- インテル「僕と彼女と彼女のパソコン〜出会い編」（2010年）
- 三井住友海上火災保険「GK ガメラ編」（2010年）
- 東洋水産『MARUCHAN QTTA』「料亭 座敷」篇（2021年）